# Anthony Rapp
Anthony Deane Rapp (Chicago, 26 de outubro de 1971) é um ator e cantor norte-americano, mais conhecido por seu papel como Mark Cohen na musical da Broadway Rent, e por interpretar o tenente Paul Stamets na série Star Trek: Discovery. Ele também desempenhou o papel de Charlie Brown no filme You're A Good Man, Charlie Brown de 1999.